# Witch Hunter Robin
Witch Hunter Robin (ウィッチハンターロビン?), Robin Cazadora de brujos, es una serie de animación japonesa, o anime, creada de modo autónomo por el estudio Sunrise y Bandai, es decir, sin que venga derivada de un manga. 
En ella se siguen las misiones de la STN-J, la división japonesa de la organización "Solomon", encargada de luchar contra el uso pernicioso de la brujería.
La división cuenta con una base de datos de aquellos que tienen (o pueden haber heredado de sus padres) una manifestación de la brujería conocida como Craft o arte, para detenerlos o eliminarlos antes de que sus poderes "despierten".
El Craft es una manifestación de poderes específica, como por ejemplo la telequinesis o la piroquinesis, entre otros. La serie tiene como protagonista a uno de los miembros de la STN-J, Robin Sena.
El anime consta de 26 episodios de unos 24 minutos cada uno. Se emitió entre el 3 de julio de 2002 y el 24 de diciembre de ese mismo año, por Bandai Channel y TV Tokyo.
La dirección y los guiones de la serie estuvieron a cargo de Shukou Murase. Este fue su primer trabajo como director, aunque sus trabajos en diseño de personajes son muy conocidos: por ejemplo en las series Argento Soma, Gasaraki, Gundam Wing o Street Fighter II: The Animated Movie, Los diseños de personajes son de Kumiko Takahashi y la música es de Taku Iwasaki, quien ha creado la música en obras como Getbackers, Now and Then, Here and There o los OVAs de Read or Die.
Como es costumbre en Japón, el tema de apertura (opening) y final (ending) de la serie, son de corte romántico, quizá no directamente conectados con la serie. La música en ambos casos es interpretada por Bana, y las canciones llevan por título Shell y Half Pain.

## Argumento
La historia comienza con el reclutamiento de Robin Sena como un reemplazo para un miembro de STN-J que ha caído en acción. Robin Sena es una bruja que nació en Japón y fue criada en un convento italiano. La magia de Robin es la piroquinesis, es decir, crear fuego a partir del pensamiento.
Al principio, la serie tiene el estilo de capítulos unitarios, enfrentándose a un brujo distinto en cada capítulo. Sobre el capítulo 11, de los 26 que componen la serie, la trama se hace más compleja, al profundizar en los caracteres y relaciones que se generan entre los distintos personajes.
Existe a partir del capítulo 12 un nivel cada vez más intenso de intriga, que demuestra la existencia de una agenda secreta dentro de la "Fundación Solomon", que está en contradicción con los planes del director de la STN-J.
La STN-J no elimina a los brujos como ocurre en otras divisiones, sino que los capturan y envían a una instalación conocida como "la Fábrica" para, según declaran, ser reeducados. Posteriormente se descubre la verdad.
En la historia, Robin es una "cazadora de brujos", entrenada en secreto por la Iglesia católica en Italia con la finalidad de usar su Craft para perseguir a brujos. 
La brujería es descrita como un rasgo genético heredable, que se encuentra inactivo dentro de un cierto número de individuos en la población humana. Sin embargo, los poderes pueden ser "despertados" en estos humanos inactivos denominados Seeds (o semillas) en cualquier momento. 
Los cazadores entrenados, son necesarios para controlar a los brujos y a los Seeds, y para cazar a aquellos cuyas capacidades se hacen activas, sirviendo en la "Fundación Solomon" (y la rama de la misma STN-J en Japón), como una especie de policía auto-designada para controlar y erradicar el empleo de brujería en la sociedad.  Para ello utilizan una sustancia experimental llamada Orubo y a brujos entrenados como cazadores.
Al final se descubre que el Orubo es un derivado de la sangre de los brujos, en la fábrica se ve a los brujos en tanques de agua de donde extraen el Orubo. También Hiroshi Toudou deja una teoría sobre los brujos, diciendo que estos eran sirvientes de los dioses y los sucesores de la humanidad. Pero uno de esos dioses perdió el poder de pasar sus genes a sus sirvientes, con lo que sus descendientes no tenían la capacidad de usar el Craft y que de ahí desciende la humanidad. También se dice al final que los humanos estaban destinados a ser los sirvientes de los brujos.
Asimismo, parece que Robin y Amon han muerto en la fábrica, pero esto se dice como que sería mejor para ellos que se creyera eso. De hecho no se sabe nada, ya que al final del capítulo se ve una figura como la de Robin (exactamente igual) en la puerta de la STN-J. El episodio acaba justo como empieza la serie:
-"Horóscopo, tu color de la suerte será el negro"

## OrubouOrbo
Los cazadores del STN-J no eliminan a los brujos, sino que los capturan. Esto es posible debido a que cuentan con un tipo de armas especiales que neutralizan el Craft de los brujos activos mediante el uso de una sustancia llamada Orubo u Orbo.
Dicha sustancia se muestra como un líquido de color verde, colgando de collares en los miembros del STN-J y equipos de acción de la "Fábrica", y en las balas de las pistolas de aire utilizadas en las cacerías.
La sustancia reacciona brillando en presencia del Craft y parece debilitar los efectos del mismo en los agentes del STN-J. Al mismo tiempo parece afectar a los brujos activos inhibiendo su capacidad para usar sus habilidades.
El origen de este compuesto es el secreto mejor guardado por Zaizen y la STN-J, hasta el punto de que la fundación Solomon ordena un asalto de su sede en Japón para obtener muestras del mismo. 
Zaizen tiene al área de investigación de la STN-J buscando la forma de perfeccionar y hacer más potente el Orubo, pero las investigaciones demuestran ciertos efectos colaterales. Esto se observa cuando se utiliza contra un brujo de un nivel superior de Craft, pues el Orubo mejorado se vuelve negro y pierde su efecto en los brujos, afectando, por otra parte, a los humanos que lo portan.
Al final Robin descubre que el orubo se obtiene de un derivado de la sangre de los brujos. Lo cual le parece horrible

## Lista de personajes

### Robin Sena
Es una muchacha de 15 años con un origen desconocido que se irá revelando en la segunda parte de la serie.
Posee habilidades semejantes a las de los brujos que combate. Robin tiene capacidades piroquinéticas, que le permiten manifestar cantidades variables de fuego, aunque de forma no muy precisa. Además, ella puede canalizar su energía en escudos capaces de bloquear tanto ataques materiales (salvo las balas caza-brujos), como ataques mágicos de otros usuarios de Craft.
Un punto a tener en cuenta es que al usar su poder al máximo su vista se debilita por lo que pierde precisión. Amon se da cuenta de este problema, y le sugiere que utilice lentes para corregirlo, aunque a ella no parece gustarle la idea al principio.
A medida que avanza la serie sus poderes van incrementándose, yendo de ser capaz de encender varias velas a la capacidad de matar a una persona por incineración casi instantáneamente. 
Robin obtiene accidentalmente una reliquia muy valiosa de los brujos, que permite a la portadora incrementar sus poderes, alcanzando el dominio de la llamada "Craft o técnica definitiva".
En una misión que tuvo con Amon, la atacan con balas caza-brujos; la situación se vuelve más tensa cuando llegando a su departamento encuentra a su compañera de piso Touko atada y la empiezan a atacar de nuevo, aunque esta vez eran hombres armados. Después del ataque sus compañeros de la STN-J la llevan al cuartel, en el cual se produce un nuevo ataque en el que todos (a excepción de Amon y Doujima que no estaban, y Robin), son heridos y quedan inconscientes. Robin fue salvada por Amon que llega antes de que le disparen y la lleva a una salida subterránea oculta bajo un pozo.
Al final de la serie se descubre que Robin es de hecho una "Bruja Diseñada", creada por el "Proyecto Robin" mediante manipulación genética.
Su destino al final de la serie es desconocido, aun cuando al final del anime, se ve a la distancia, un cazador de brujos que encaja con el perfil de Robin, entrando a las puertas del edificio principal de la STN-J.

### Amon
Tiene 25 años y es compañero de Robin en la STN-J. Al principio, era reacio a trabajar con Robin, viéndola más como una molestia que como un compañero real. Sin embargo, tras demostrar su capacidad en casos de cacería de brujos de gran complejidad, termina por aceptarla. Más adelante, a Amon le ordenan matar a Robin, ya que los poderes de ella se han desarrollado más allá del control de Solomon. Sin embargo, cuando llega el momento, se da cuenta de que no la puede matar. 
Existe debate acerca del tipo de relación que existe entre Amon y Robin, pues Amon arriesga su vida muchas veces para salvarla.
Se le presume muerto junto a Robin cuando la Fábrica se derrumbó, aunque al final del episodio 26, cuando Doujima habla de que Robin y Amon deben haber muerto cuando la Fábrica colapsó, se dice en un tono sugerente que ella no cree en eso, pero que sería mejor para ellos si se siguiera pensando que están muertos. 
Amon mantiene una relación con la hija de Zeizen, que es puesta en crisis cuando este le ordena matar a Robin y Amon se niega.

### Michael Lee
Hacker y especialista que presta soporte técnico en la STN-J. Está confinado permanentemente al recinto de la STN-J por orden del director Zaizen después ser atrapado penetrando la red del STN-J. 
Entonces se le dio a elegir entre la muerte o servir de soporte a las operaciones de STN-J. 
Michael es algo tímido en su relación con Robin al principio, pero entonces comienza a aproximarse a ella gradualmente, gracias a los acercamientos de Robin llevándole café y aperitivos.
Es capaz de desenterrar la información más completa sobre los brujos que cazan, informes de policía, y similares, todo el rato cubriendo sus pistas.

### Yurika Doujima
Presenta como características el ser despreocupada, perezosa, narcisista, vana, e inmadura, pues no toma muy su puesto en la STN-J. Siempre llega tarde al trabajo y a la primera oportunidad se escabulle de la oficina para ir de compras. Esto hace que siempre sea reprendida por Kosaka, pero no le hace mucho caso. 
Esta en la organización gracias a la influencia de sus padres. No es muy competente y siempre realiza su trabajo con el mínimo esfuerzo.
Dojima no se muestra interesada en Robin al principio, llamándola "la Muchacha de Amon", pero hacia el final de la serie comienza a hacerse evidente que tiene más perspicacia y percepción de su entorno de lo que antes se suponía. 
Al final se descubre que Doujima había sido infiltrada por Solomon en la STN-J para descubrir antecedentes del Orubo.

### Takuma Zaizen
Administrador de la STN-J y la "Fábrica", es caracterizado como un prominente hombre de negocios. Al principio, parece que sencillamente sigue órdenes de sus superiores de Solomon, pero progresivamente va revelando su propia agenda, la cual entra en conflicto con los planes y propósitos de la Fundación.
Zaizen ha desarrollado a partir de la sangre de los brujos capturados una sustancia llamada Orbo u Orubo que, colocada en las balas que utilizan en la STN-J, es utilizada como un inhibidor de los poderes de los brujos, permitiendo así su detención.

### Haruto Sakaki
Es uno de los cazadores que trabajan con la STN-J, caracterizándose por ser extremadamente osado e impulsivo. Es el miembro más reciente del grupo después de Robin, y al principio tuvo miedo de ser despedido con su llegada. Por lo general se lanza a la acción sin medir el peligro. 
Más tarde en el anime, Sakaki es agredido por el Equipo de Ataque de la Fábrica, y sólo es salvado por la intervención directa de Robin, Amon, Doujima y Nagira. 
Más tarde ayuda a Robin a infiltrarse en la Fábrica, y proporciona el fuego de protección mientras Michael intenta recuperar un elevador en línea. 
Lo confirman vivo después del derrumbamiento de la Fábrica, y como indica Michael, se dedica a cazar a brujos al final del anime.

### Inspector Jefe Shintarou Kosaka
Un hombre bastante de mal genio, Kosaka trabaja directamente bajo Zaizen, pasando los informes del progreso de la organización así como cualquier otra información relacionada. 
No se sabe demasiado sobre su trabajo, aun cuando es visto criticando a los empleados mientras ellos investigan un caso, o no haciendo el trabajo cuando él piensa que ellos deberían. Aunque pueda ser una molestia para el resto de los cazadores, es visto como una suerte de padre severo de sus empleados. 
Él era al principio un miembro de la policía de ciudad, así que posee conexiones que se tornan bastante útiles cuando los cazadores son incapaces de usar las bases de datos de STN-J. Al final de la serie, se muestra que Kosaka se ha convertido en el nuevo administrador de STN-J, substituyendo al fallecido Zaizen.

### Miho Karasuma
Una cazadora experimentada cuyo Craft es la psicometría, es decir que, con sólo tocar algo, su poder le permite leer emociones fuertes y pensamientos que la persona tenía sosteniéndolo. También puede ver a veces los acontecimientos que pasaron a, o alrededor de, un artículo o lugar. 
Este poder es práctico examinando pruebas o escenas de crimen, y es capaz de pasar la información útil al resto del grupo. 
Aunque bastante joven (pudiendo tener sólo diecinueve años), su nivel de profesionalismo y su determinación al hacerse cargo de las cosas cuando Amon y Robin desaparecen la hace parecer mayor. Hacia el final de la serie ella es capturada por la Fábrica en una operación planificada por Zaizen.

### Shohei Hattori
No se sabe a ciencia cierta cuál es su cargo y funciones dentro del STN-J, pero parece que lleva la parte administrativa del trabajo, conjuntamente con Kosaka. Siempre toman té juntos.

### Syunji Nagira
Es un abogado y agente fiscal, medio hermano de Amon y que no se lleva muy bien con este. 
Amon le pide que acoja a Robin después del ataque en la STN-J. Le empezó a coger cariño a Robin hasta el punto de conseguirle información y acompañarla a la misión final en la fábrica, donde "salvaron" a Karasuma.
Al final del último capítulo parece que regresó a su vida normal.

### Padre Juliano Colegui
Es el tutor de Robin en Italia. Se hizo cargo de ella cuando sus padres fallecieron. Cuando visita a Robin en Japón, parte importante de su pasado sale a la luz.

### Hiroshi Toudou
Es el "padre" de Robin, era amigo de Zaizen así como un brillante genetista. Participó en un proyecto de Solomon para resolver los conflictos entre la gente y los brujos, sin embargo todas las pruebas de su investigación fueron destruidas por Salomón debido al peligro potencial que esta desarrolló, aun cuando para ese momento el proyecto estaba en sus etapas finales. 
En el último episodio una grabación cifrada en su disco duro es mostrada en un ordenador en "la Fábrica". Él explica todo sobre su proyecto, el pasado de Robin, y los orígenes del desequilibrio de la sociedad.

### María Colegui
Hija del Padre Juliano es la madre de Robin, aunque no por un medio convencional de nacimiento. 
Ella pasó su poder piroquinético a Robin y dijo que su hija era la "Esperanza" de un futuro bienestar de todas los brujos, así como la clave de la aceptación entre brujos y humanos. 
Después del parto a Robin, ella murió, dejándola en el cuidado de Colegui.

### Gran Inquisidor Cortion
Es un Inquisidor enviado por Solomon para realizar una "Inquisición" en un usuario de Craft llamado Shiro Masudo en el episodio Los Ojos De La Verdad. 
Karasuma explica a Sakaki que Solomon usa a un Inquisidor humano para hacer la decisión final si un usuario de Craft puede ser utilizado como un cazador o no. 
Amon y Robin escoltan Cortion a la iglesia en la que él se quedará y una discusión entre el Inquisidor y Robin revela que él fue quien le realizó la Inquisición.

## Lista de capítulos
1. Sustituto
2. Adictos Al Poder
3. Bailando En La Oscuridad
4. Molestia Estética
5. Huele Como Los Espíritus Deambulantes
6. Gotas De Lluvia
7. Mente Simple
8. Fe
9. Signos Del Craft
10. Vidas Separadas
11. Jaula De Almas
12. Ilusiones Preciosas
13. Los Ojos De La Verdad
14. Pistolas Cargadas
15. Hora De Decir Adiós
16. Sanar El Dolor
17. Dilema
18. En Mi Bolsillo
19. Desaparecido
20. Todo Lo Que De Veras Quiero Saber
21. Sin Salida
22. Retrato Familiar
23. Simpatía Por El Demonio
24. Alquiler
25. El Día De La Redención
26. La Hora De La Verdad

## Música
Opening
- "Shell", cantado por Bana.

Primer Ending
- "Half Pain" cantado por Bana y compuesto por Iwasaki Taku.

Banda sonora
- "Witch Hunter Robin Original Soundtrack", compuesta por Iwasaki Taku.

- Datos: Q917980